# Reverse MX
Reverse MX (RMX) ist ein Vorschlag zur Absender-Autorisation bei E-Mail von Hadmut Danisch aus dem Jahre 2002. Das Ziel ist die Bekämpfung von Spam, indem E-Mail-Spoofing erschwert wird.
RMX basiert auf der Einführung eines neuen Resource Records im Domain Name System. Der RMX-Record einer Domain soll Informationen darüber enthalten, von welchen IP-Adressen aus E-Mails verschickt werden dürfen, die diese Domain im MAIL FROM (siehe RFC 2821) enthalten. Konfiguriert ein Domaininhaber RMX, so kann der Empfänger einer E-Mail überprüfen, ob diese von einer autorisierten IP-Adresse aus versandt wurde. Dadurch wird Spammern das Fälschen von Absenderadressen erschwert, um besser technisch und juristisch gegen sie vorgehen zu können.
RMX war einer der ersten Vorschläge zur Absender-Autorisation neben ähnlichen Ansätzen wie Designated Senders Protocol (DMP), Caller ID, Sender ID oder der Weiterentwicklung RMX++, die seinerzeit kontrovers diskutiert wurden. In der Praxis haben sich SPF und DKIM durchgesetzt. In SPF flossen die Ideen von RMX und DMP ein, während DomainKeys kryptographische Mechanismen einsetzt.